# Leopold Šedivý
Leopold Šedivý (12. ledna 1817 Chlumec nad Cidlinou – ?) byl rakouský politik z Čech, během revolučního roku 1848 poslanec Říšského sněmu.

## Biografie
Roku 1849 se uvádí jako Leopold Schediwý, majitel hospodářství v Horních Počernicích.
Během revolučního roku 1848 se zapojil do veřejného dění. Ve volbách roku 1848 byl zvolen na ústavodárný Říšský sněm. Zastupoval volební obvod Říčany. Tehdy se uváděl coby majitel hospodářství. Řadil se k sněmovní pravici.